# Serra de la Móra (Lladurs)
|  | Aquest article tracta sobre la Serra de la Móra a Lladurs. Vegeu-ne altres significats a «Serra de la Móra (Os de Balaguer)». |

La Serra de la Móra és una serra del municipi de Lladurs (Solsonès). Assoleix les seves màximes altitud al Serrat del Moro (1.152,1 m.) i al Serrat de Sant Serni (958,6 m.)